# ثریا (بازیگر)
ثریا (اردو: ثریا جمال شیخ، هندی: सुरैया जमाल शेख़؛ ۱۵ ژوئن ۱۹۲۹ – ۳۱ ژانویهٔ ۲۰۰۴) یک خواننده و بازیگر اهل هند بود.

## فیلم‌شناسی
- درد
- داستان
- میرزا غالیب
- ۱۸۵۷
- افسر
- رستم و سهراب
- ساعت گرانبها